# Telnet
Telnet je mrežni protokol unutar IP grupe protokola koji se koristi na Internetu ili u lokalnim mrežama. Namjena ovog protokola je uspostava dvosmjernog 8-bitnog komunikacijskog kanala između dva umrežena računala. Najčešće se koristi da osigura korisniku jednog računala sesiju za korištenje tzv. sučelja komandne linije na drugom računalu. Sam naziv protokola dolazi od kratice engleskog naziva TELephone NETwork iz kojeg se vidi da je protokol dizajniran s namjerom povezivanja jednog terminala na udaljeno računalo.
Uobičajeno je da se izraz telnet koristi i kao naziv interaktivnog klijentskog programa koji omogućava spajanje na drugo računalo protokolom telnet. Taj je klijentski program pod tim nazivom standardno dostupan na gotovo svim UNIX i Linux operacijskim sustavima gotovo od samih početaka, a u novije vrijeme i na svim drugim operacijskim sustavima. Stoga je poznat i izraz telnetirati se na drugo računalo, što označava korištenje klijenta telnet i protokola telnet za povezivanje na drugo računalo.